# Осетровское сельское поселение
Осетровское сельское поселение — муниципальное образование Верхнемамонского района Воронежской области России.
Административным центром поселения является село Осетровка.

## Население
| 2010 | 2012 | 2013 | 2014 | 2015 | 2016 | 2017 | 2018 | 2019 |
| ---- | ---- | ---- | ---- | ---- | ---- | ---- | ---- | ---- |
| 799  | ↘777 | ↗778 | ↘762 | ↘740 | ↘726 | ↘709 | ↘686 | ↘679 |
| 2020 | 2021 |      |      |      |      |      |      |      |
| ↗687 | ↘662 |      |      |      |      |      |      |      |

## Административное деление
Состав поселения:
- село Осетровка.